# Seven Sudamericano Femenino 2017 (Montevideo)
El Seven Sudamericano Femenino de noviembre de 2017 fue la decimocuarta edición del principal torneo femenino de rugby 7 de Sudamérica Rugby y el segundo de los dos jugados ese año.
En esta oportunidad se disputó en Montevideo, Uruguay en el marco del Torneo Valentín Martínez que anualmente organiza el Carrasco Polo Club usando sus instalaciones. Se disputó en el régimen de todos contra todos a una rueda, de esta forma, Brasil consiguió el título y el único cupo para el Copa del Mundo del 2018.

## Equipos participantes
- Selección femenina de rugby 7 de Argentina (Las Pumas)
- Selección femenina de rugby 7 de Brasil (Las Yaras)
- Selección femenina de rugby 7 de Chile (Las Cóndores)
- Selección femenina de rugby 7 de Costa Rica (Las Guarias)
- Selección femenina de rugby 7 de Paraguay (Las Yacarés)
- Selección femenina de rugby 7 de Perú (Las Tumis)
- Selección femenina de rugby 7 de Uruguay (Las Teras)

## Clasificación

### Posiciones
| Pos. | Equipo     | Encuentros | Encuentros | Encuentros | Encuentros | Tantos  | Tantos    | Tantos     | Puntos |
| Pos. | Equipo     | jugados    | ganados    | empatados  | perdidos   | a favor | en contra | diferencia | Puntos |
| ---- | ---------- | ---------- | ---------- | ---------- | ---------- | ------- | --------- | ---------- | ------ |
| 1    | Brasil     | 6          | 6          | 0          | 0          | 245     | 17        | + 228      | 12     |
| 2    | Argentina  | 6          | 5          | 0          | 1          | 199     | 32        | + 167      | 10     |
| 3    | Perú       | 6          | 4          | 0          | 2          | 75      | 104       | - 29       | 8      |
| 4    | Paraguay   | 6          | 3          | 0          | 3          | 131     | 89        | + 42       | 6      |
| 5    | Uruguay    | 6          | 2          | 0          | 4          | 62      | 118       | - 56       | 4      |
| 6    | Chile      | 6          | 1          | 0          | 5          | 31      | 200       | - 169      | 2      |
| 7    | Costa Rica | 6          | 0          | 0          | 6          | 10      | 193       | - 183      | 0      |

Nota: Se otorgan 2 puntos al equipo que gane un partido, 1 al que empate y 0 al que pierda
|  | Campeón y clasifica a San Francisco 2018 |

### Resultados[4][5]
|  | Uruguay | 20 - 7 | Chile |  |  |

|  | Costa Rica | 0 - 34 | Paraguay |  |  |

|  | Brasil | 34 - 0 | Perú |  |  |

|  | Paraguay | 27 - 15 | Uruguay |  |  |

|  | Chile | 0 - 55 | Argentina |  |  |

|  | Brasil | 60 - 0 | Costa Rica |  |  |

|  | Paraguay | 14 - 19 | Perú |  |  |

|  | Argentina | 41 - 0 | Costa Rica |  |  |

|  | Brasil | 55 - 0 | Chile |  |  |

|  | Argentina | 36 - 5 | Perú |  |  |

|  | Uruguay | 22 - 0 | Costa Rica |  |  |

|  | Chile | 5 - 24 | Perú |  |  |

|  | Argentina | 19 - 5 | Paraguay |  |  |

|  | Brasil | 38 - 0 | Uruguay |  |  |

|  | Perú | 17 - 10 | Costa Rica |  |  |

|  | Brasil | 36 - 5 | Paraguay |  |  |

|  | Argentina | 36 - 0 | Uruguay |  |  |

|  | Chile | 19 - 0 | Costa Rica |  |  |

|  | Perú | 10 - 5 | Uruguay |  |  |

|  | Paraguay | 46 - 0 | Chile |  |  |

|  | Brasil | 22 - 12 | Argentina |  |  |

| Bandera de Brasil    |
| Campeón Brasil       |
| Décimo tercer título |

## Posiciones finales[7]
| Posición | Selección  |
| -------- | ---------- |
| 1        | Brasil     |
| 2        | Argentina  |
| 3        | Perú       |
| 4        | Paraguay   |
| 5        | Uruguay    |
| 6        | Chile      |
| 7        | Costa Rica |